# كلود وليامز
كلود وليامز هو سياسي كندي، ولد في 25 نوفمبر 1955 في ساينت أنتوني في كندا. حزبياً، نشط في الحزب التقدمي المحافظ في نيو برونزويك ‏. وقد انتخب عضو الجمعية التشريعية لنيو برونزويك ‏.